# Estado de Haití
El Estado de Haití (en francés: État d'Haïti; en criollo haitiano: Leta an Ayiti) fue el nombre de un país existente en el norte de Haití, creado a la caída del Primer Imperio de Haití tras el asesinato del Emperador Jacques I el 17 de octubre de 1806. El norteño Estado de Haití fue instituido por Henri Christophe quien inicialmente se proclamó Jefe Provisional del Gobierno de Haití, sin embargo el 27 de enero de 1807 el Senado despojó de todos sus cargos a Christophe y alegando que este no había jurado la Presidencia de la República, procedió a elegir Primer Presidente de la República a Petión. El 17 de febrero de 1807 Christophe, que seguía controlando toda la parte norte del país, pasó a designarse Presidente del Estado de Haití, mientras Alexandre Pétion era en aquellos momentos presidente de la República de Haití, establecida en el sur. La Constitución de 1807 del Estado de Haití establecía la condición vitalicia del presidente así como su facultad para designar a su sucesor.
El 28 de marzo de 1811 el presidente Henri Christophe se proclamó Rey Henry I disolviendo el Estado de Haití y creando el Reino de Haití.

## Historia
De 1791 a 1804, la revolución haitiana contra los colonos franceses hizo estragos. Tras el fracaso de la expedición francesa de 1803, el general Jean-Jacques Dessalines proclamó la independencia de Haití.
El 8 de octubre de 1804, Dessalines fue coronado emperador en Cap-Haïtien con el nombre de Jacques I.
Pero muy pronto, algunos generales, ambiciosos de tomar el poder, organizaron un complot contra el emperador, que finalmente fue asesinado por los hombres del general Alexandre Pétion en una emboscada el 17 de octubre de 1806, en el Pont-Rouge (a la entrada de Puerto Príncipe), traicionado por uno de sus jefes de batallón.
Después, sus generales marcharon sobre la capital, abolieron el Imperio y expulsaron a la familia imperial, que tuvo que exiliarse. Alexandre Pétion proclama la República y se convierte en presidente. Pero otro general llamado Henri Christophe se separó y tomó el control del norte de Haití, donde estableció un gobierno separatista, el Estado del Norte.
Presidente de la República del Norte, luego presidente y generalísimo de las fuerzas de tierra y mar del Estado del Norte de Haití a partir de 1807, Henri Christophe quiso legitimar su poder como lo había hecho Dessalines al restablecer el imperio. En conflicto con la república sureña de Pétion, consiguió, tras varias batallas, asegurar las fronteras de su nuevo estado.
Durante este periodo, los franceses que permanecieron en la parte oriental de la isla fueron derrotados por los habitantes hispano-criollos, al mando de Juan Sánchez Ramírez, en la batalla de Palo Hincado el 7 de noviembre de 1808. La rendición francesa en la parte oriental de la isla tuvo lugar en Santo Domingo el 9 de julio de 1809. Las autoridades restablecieron entonces la colonia española.
Una vez establecida una cierta estabilidad, Christophe estableció una monarquía constitucional con él como monarca. Se convirtió en rey de Haití el 28 de marzo de 1811, con el nombre de Enrique I. El 2 de junio de 1811 fue coronado por el Gran Arzobispo Jean-Baptiste-Joseph Brelle.